# Вальверде-де-Леганес
Вальверде-де-Леганес (ісп. Valverde de Leganés) — муніципалітет в Іспанії, у складі автономної спільноти Естремадура, у провінції Бадахос. Населення — 4179 осіб (2010).
Муніципалітет розташований на відстані близько 340 км на південний захід від Мадрида, 22 км на південь від Бадахоса.

## Демографія
Динаміка населення (INE ):